# Ferenc Németh
Ferenc Németh   (Budapest, 4 d'abril de 1936) és un pentatleta hongarès, ja retirat, que va competir durant les dècades de 1950 i 1960.
El 1960 va prendre part en els Jocs Olímpics d'Estiu de Roma, on disputà dues proves del programa de pentatló modern. En ambdues proves, la competició individual i la competició per equips, junt a Imre Nagy i András Balczó guanyà la medalla d'or. En aquests mateixos Jocs fou l'encarregat de dur la bandera hongaresa durant la cerimònia de clausura.
Diversos problemes cardíacs l'obligaren a retirar-se el 1961. Posteriorment passà a exercit tasques d'entrenador i de dirigent esportiu dins la federació hongaresa de pentatló.